# 瑙杰尔
瑙杰尔，是匈牙利琼格拉德州所辖的一个村。总面积12.29平方公里，总人口504，人口密度41.0人/平方公里（2011年1月1日）。